# ひかる一平
ひかる 一平（ひかる いっぺい、本名：谷口 一郎（たにぐち いちろう）、1964年（昭和39年）5月11日 - ）は、日本の俳優で、かつてジャニーズ事務所に所属したアイドル歌手であった。
その後所属芸能事務所は「サードプロデュース」を経て、現在は「クロスポイント」に所属。俳優養成事務所「株式会社スカイアイ・プロデュース」代表取締役。身長172cm、体重62kg、血液型はO型。
東京都大田区山王出身。堀越高等学校卒業。

## ジャニーズ時代の参加ユニット
- サンデーズ

## 来歴
1979年（昭和54年）、姉がジャニーズ事務所に一平の履歴書を送ったことで芸能界入り。当時通っていた学校が、本名での活動は駄目だったということで芸名を考えることになり。ジャニーズ事務所のジャニー喜多川社長の姉であるメリー喜多川から、本名が地味だという理由で“ひかる一平”と命名される。これを聞いた本人はこの時「（名前が）漫才師みたいじゃないか」と思ったという。同期には少年隊の東山紀之がいた。
1980年（昭和55年）、高等学校1年生の時に、TBS系テレビドラマ『3年B組金八先生（第二シリーズ）』で俳優デビュー。1981年（昭和56年）5月、フォーライフ・レコードから「青空オンリー・ユー」で歌手デビュー。以降、1980年代前半はアイドル歌手として活動した。1981年（昭和56年）、「第8回FNS歌謡祭」最優秀新人賞候補にノミネートされた（受賞したのは同じ事務所の近藤真彦）。
1985年（昭和60年）、ジャニーズ事務所を退所。
2003年（平成15年）より、子供タレントを養成するプロダクションの講師を9年間務める。
2012年（平成24年）に独立。自ら子役プロダクション「株式会社スカイアイ・プロデュース」を設立、代表に就任。
2018年（平成30年）4月より東邦音楽大学パフォーマンス総合芸術文化専攻講師としても活躍している。
2025年6月公開の映画『還暦高校生』で『胸さわぎの放課後』以来43年ぶりに映画作品での主演を担当する。

## 人物
趣味・特技は、ゴルフ、ギター、コンピュータ、映画鑑賞。
堀越高等学校に転入する前は、東京都にある駒場学園高等学校に通っていた。
高等学校時代にはアルバイトにより、40万円のオベーション製のエレクトリックアコースティックギターを購入した。
私生活では金八先生の生徒役で「唯一の独身者」と言われていたが（他に鶴見辰吾、杉田かおるも居たが2人とも先に結婚した）、現在は結婚して2009年に息子(子役の秋山美士輝)も授かっている。
子役や若手俳優らの養成をしており、芦田愛菜の演技指導の先生である。
特に売れていた頃は天狗になっており、それが仕事の低迷につながったことから自分を反面教師にさせて、マナーや礼儀の仕込みは徹底するようになったという。

## 出演

### テレビドラマ
- 3年B組金八先生（TBS）
  - 第二シリーズ（1980年 - 1981年） - 椎野一 役[3]
  - スペシャル2「イレ墨をした教え子」 （1983年）
  - スペシャル4「イジメられっ子金八先生」（1985年）
  - スペシャル5「先生の暴力・生徒の暴力」（1986年）
  - スペシャル6「新・十五歳の母」（1987年）
  - ファイナル「最後の贈る言葉」（2011年）
- はまなすの花が咲いたら（1981年 - 1982年、TBS） - 片山松生 役
- 必殺シリーズ（1982年 - 1986年、ABC・松竹）
  - 必殺仕事人III（1982年 - 1983年） - 西順之助 役
  - (秘) 必殺現代版 主水の子孫が京都に現われた 仕事人vs暴走族（1982年） - 予備校生・一平 役
  - 必殺仕事人IV（1983年 - 1984年） - 西順之助 役
  - 必殺仕事人V（1985年） - 西順之助 役
  - 必殺仕事人V・旋風編（1986年 - 1987年） - 西順之助 役
- おまかせください、俺の女房どの（1982年、フジテレビ）
- ひげよさらば （1984年4月2日-1985年3月18日、NHK総合テレビ、人形劇） - 声の出演・ユメオイ 役
- 女が経理を盗むとき（1985年、テレビ朝日『月曜ワイド劇場』）
- ジャングル 第25話「若い野獣たち」（1987年、日本テレビ・東宝）
- 武田信玄 （1988年1月10日 - 12月18日、NHK『大河ドラマ』） - 山本勘市 役
- はぐれ刑事純情派（テレビ朝日・東映）
  - 第1シリーズ 第14話「女装で殺されたエリート」（1988年） - 尾高伸彦 役
  - 第7シリーズ 第25話「狙われた美人OL・靴底のスパイス」（1994年） - 大森隆 役
  - 第9シリーズ 第23話「浴室殺人!? 二人の妻を持つ男」（1996年）
- さすらい刑事旅情編 第1シリーズ 第5話「寝台急行『銀河』に消えた女子大生」（1988年、テレビ朝日）
- 女ねずみ小僧 第3話「お七の恋はスリリング」（1989年、フジテレビ） - 吉三郎 役
- お引越しシリーズ（1989年、テレビ朝日『火曜スーパーワイド』）
- 水戸黄門（TBS・C.A.L.）
  - 第19部「第6話　因業爺は瓜二つ・仙台」（1989年） - 宗七 役
  - 第20部「第33話　意地比べ恋の友禅・金沢」（1991年） - 新助 役
  - 第21部「第19話　恋を実らす占い合戦・龍野」（1992年） - 徳三郎 役
  - 第25部「第37話　豪雨の旅籠の殺人事件・上山」（1997年） - 新吉 役
  - 第26部「第2話　涙の母の祝唄・高野」（1998年） - 幸太郎 役
  - 第27部「第21話　大金持ちの物拾い・与坂」（1999年） - 善之助 役
  - 第28部「第31話　大嘘小嘘・問答無用・岩国」（2000年） - 幸次郎 役
  - 第29部「第14話　鬼オヤジの目に涙・井波」（2001年） - 文吉 役
- Y殺人事件-湯けむりスキーと女子大生!?-（1990年3月29日、TBS） - 渋原均 役
- 花真珠（1990年4月2日 - 9月28日、読売テレビ・宝塚映像）
- 参上! 天空剣士　第21話「血を吸う妖刀」（1990年、テレビ東京・松竹） - 清吉 役
- 火曜サスペンス劇場（日本テレビ）
  - 松本清張スペシャル・危険な斜面（1990年10月30日） - 小橋 役
  - 警部補 佃次郎9　妻たちの真実（1999年11月16日） - 奈須浩二 役
  - 身辺警護7（2001年4月17日） - 戸川裕二 役
  - 弁護士・高林鮎子29（2001年11月20日） - 志村邦彦 役
- 付き馬屋おえん事件帳 第1シリーズ 第9話「吉原悲話露の情け」（1990年、テレビ東京・松竹） - 富之助 役
- 七人の女弁護士 第1シリーズ 第4話「新婚初夜殺人事件 疑われた密会の花嫁!」（1991年、テレビ朝日・PDS）
- あばれ八州御用旅 第2シリーズ 第18話「過去を捨てた逃亡者」（1991年、テレビ東京・ユニオン映画） - 矢野大助 役
- 熱き瞳に（1992年1月6日 - 4月3日、東海テレビ） - 早川吾郎 役
- 往診ドクター事件カルテ（1992年10月13日 - 12月22日、ABC） - 赤井忠司 役
- 土曜ワイド劇場（テレビ朝日・ABC）
  - 駅弁探偵殺人事件（1992年12月19日、ABC・東映） - 青木（刑事） 役
  - 新・女弁護士朝吹里矢子2　ビワの木の復讐（1995年9月23日、テレビ朝日・東映）
  - 鉄道おんな捜査官 花村乃里子2（2002年10月5日、テレビ朝日） - 広田健児 役
  - お祭り弁護士・澤田吾朗4 長崎ランタン祭り連続殺人事件!（2004年1月24日、テレビ朝日・東宝）
  - 法医学教室の事件ファイル22（2006年1月28日、テレビ朝日・国際放映） - 光橋邦夫 役
  - おかしな刑事 居眠り刑事とエリート女警視（2009年3月28日、テレビ朝日・東映） - 細田高道 役
  - 火災調査官・紅蓮次郎スペシャル（2010年2月13日、テレビ朝日・大映テレビ） - 永倉勇 役
- 女検事の捜査ファイル 第1話（1993年10月21日、テレビ朝日） - 相川繁 役
- 喧嘩屋右近 第1シリーズ 第11話「連続殺人!殺し屋の罠」（1992年、テレビ東京・松竹）
- 江戸を斬るVIII「第8話　悪たれ婆さんの涙」（1994年3月21日、TBS・C.A.L） - 久太郎 役
- 殿さま風来坊隠れ旅 第17話「わがままナマイキ松平定信」（1994年、テレビ朝日・東映） - 松平定信 役
- 江戸の用心棒 第1シリーズ「第13話　天下を分けた女の斗い」（1994年、日本テレビ・ユニオン映画） - 徳之助 役
- 裸の大将 第76話「清が行った竜宮城」（1995年、関西テレビ・東阪企画） - 市橋登 役
- 暴れん坊将軍VI 第27話「炎上! 大奥の恋」（1995年、テレビ朝日・東映） - 増島時之介 役
- 水戸黄門外伝 かげろう忍法帖 第16話「悪を懲らした女たち」（1995年、TBS・C.A.L.） - 久太郎 役
- はるちゃん（1996年9月30日 - 12月27日、東海テレビ）
- 燃えろ!! ロボコン 第46話「サンタ発見!全員集合」（1999年、テレビ朝日・東映） - まりなの父 役
- 金曜エンタテイメント（フジテレビ）
  - 京都祇園入り婿刑事事件簿5（1999年7月23日、松竹） - 佐伯純也 役
  - 浅見光彦シリーズ16「日蓮伝説殺人事件」（2003年5月16日） - 塩野満 役
  - 労働基準監督官 和倉真幸・働く人の味方です!（2005年7月15日）
- はみだし刑事情熱系PART5「第10話　誘拐トリックの誤算 夫のDV・妻の不倫」（2000年、テレビ朝日・東映）
- 京極夏彦 「怪」第1話「七人みさき」（2000年、WOWOW） - 平八 役
- 女と愛とミステリー（テレビ東京）
  - 最後に愛を見たのは（2001年4月） - 村木刑事 役
  - 多摩南署たたき上げ刑事・近松丙吉2 狂った計算〜灼熱のニュータウン殺人事件〜（2002年9月15日） - 中瀬幸伸 役
  - 山岳救助隊・紫門一鬼4 北アルプス殺人ケルン（2002年11月6日）
- 月曜ミステリー劇場（TBS）
  - 万引きGメン・二階堂雪8（2002年4月15日） - 笠井達也 役
  - 早乙女千春の添乗報告書 伊豆湯けむりツアー殺人事件（1996年12月30日）
- 土曜ワイド劇場
  - 美人三姉妹の推理旅行1（2004年） - 与那嶺信二
- 水曜ミステリー9（テレビ東京）
  - 捜査検事・近松茂道5（2005年6月12日） - 川勝篤志（刑事） 役
  - 鉄道警察官・清村公三郎2（2006年3月29日） - 土屋敏行 役
  - 刑事吉永誠一 涙の事件簿4（2006年8月9日） - 加川昌 役
- ライオン丸G（2006年10月1日 - 12月24日、テレビ東京） - 「スナックZ」のマスター 役
- 津軽海峡ミステリー航路7（2008年2月29日、フジテレビ『金曜プレステージ』） - 水本忠明
- 相棒 Season 6 最終話「黙示録」（2008年3月19日、テレビ朝日・東映） - 飯田正志 役
- 森村誠一サスペンス7「時」（2008年9月15日、TBS『月曜ゴールデン』） - 佐治真樹夫 役
- ジゴロinシェアハウス（2015年3月13日 - 29日、TBSチャンネル） - 森本信也 役
- 警視庁・捜査一課長 第8話（2016年6月2日、テレビ朝日） - 藤井貴明 役
- コウノドリ 第2シリーズ 第7話（2017年11月24日、TBS） - 佐藤幸司 役
- アンナチュラル 第3話（2018年1月26日、TBS） - 正木マネージャー 役

### バラエティ・歌番組
- レッツゴーヤング （NHK総合、1981年-1982年） サンデーズとして レギュラー出演
- 杉原輝雄のゴルフ万才
- ナイナイナ （1999年2月9日、テレビ朝日系列） - 「ひかる一平にさわやかさを学ぼう!!」の回に、新田純一、日髙のり子と共に出演。
- 3年B組金八先生25周年記念大同窓会スペシャル!!（2004年9月19日、TBS系列）
- 週刊お宝TV（2008年5月3日、NHK BS2）
- ソロモン流（2009年8月9日、テレビ東京系列）
- 水道橋博士の80年代伝説（2012年、歌謡ポップスチャンネル）

### 映画
- 胸さわぎの放課後（1982年） - 桑田一平 役
- 劇場版必殺シリーズ - 西順之助 役
  - 必殺! THE HISSATSU
  - 必殺! ブラウン館の怪物たち
  - 必殺4 恨みはらします
- さよなら、こんにちわ（1990年）
- 夢はバラ色に
- 還暦高校生（2025年） - 主演・椎名 役[4]

### Vシネマ
- 河内残侠伝 軍鶏（1991年）
- 女とむらい師 べに孔雀（1995年）
- PSYCHIC SCHOOL WARS 学校が危ない! 淫霊女学園（1996年）
- 実説・沖縄ヤクザ抗争 いくさ世 アシバー 上原勇一（2009年）全2作 - 那覇警察署 刑事

### ラジオ
- ひかる一平の恋のサインはSHE-SAY-DO! （シー・セイ・ドゥ、1981年4月 - 1982年3月、ニッポン放送）
  - 資生堂の単独提供。同番組が縁で同社の「シャワーコロン」CMに出演する。
- ヤンタン キンド館 （1987年4月 - 12月、MBSラジオ）
  - 兵藤ゆき、MAKOTO、子守康範と共に出演。

### 舞台
- 必殺まつり
- BAD BOYS BAD GIRLS
- お江戸みやげ
- 便利屋〜リターンズ （2007年4月27日 - 30日、アトリエ無現プロデュース公演vol.2）

### 書籍
- 『3年B組金八先生PERFECT BOOK―みんなで歩いたまっすぐな道』
  - （2002年3月、学習研究社）「歴代出演者スペシャル座談会」にて、大川明子・伊藤つかさと対談。

## ディスコグラフィ
※ レコード音源は、すべてフォーライフ・レコードより発売

### シングル
※ すべてのシングルは、2011年（平成23年）4月13日にMEG-CDよりCD-Rで発売されている
| ＃  | 発売日        | 規格 | 規格品番 | 面 | タイトル               | 作詞       | 作曲     | 編曲               |
| --- | ------------- | ---- | -------- | -- | ---------------------- | ---------- | -------- | ------------------ |
| 1st | 1981年5月21日 | EP   | 7K-21    | A  | 青空オンリー・ユー     | 松本隆     | 加瀬邦彦 | 伊藤銀次・大村雅朗 |
| 1st | 1981年5月21日 | EP   | 7K-21    | B  | 翔んでもHappy          | 松本隆     | 加瀬邦彦 | 伊藤銀次・大村雅朗 |
| 2nd | 1981年8月21日 | EP   | 7K-34    | A  | 可愛いデビル           | 松本隆     | 加瀬邦彦 | 伊藤銀次           |
| 2nd | 1981年8月21日 | EP   | 7K-34    | B  | 恋のレインボー作戦     | 松本隆     | 加瀬邦彦 | 伊藤銀次           |
| 3rd | 1981年12月5日 | EP   | 7K-47    | A  | ブルー・セブンティーン | 松本隆     | 東丈     | 瀬尾一三           |
| 3rd | 1981年12月5日 | EP   | 7K-47    | B  | やさしさ∞（無限大）    | 松本隆     | 鈴木慶一 | 瀬尾一三           |
| 4th | 1982年3月21日 | EP   | 7K-55    | A  | 胸さわぎの放課後       | 松本隆     | 原田真二 | 瀬尾一三           |
| 4th | 1982年3月21日 | EP   | 7K-55    | B  | ショット ガン          | 松本隆     | 原田真二 | 瀬尾一三           |
| 5th | 1982年8月21日 | EP   | 7K-70    | A  | ハートがCRY CRY        | 岡田冨美子 | 荒木和作 | 瀬尾一三           |
| 5th | 1982年8月21日 | EP   | 7K-70    | B  | 裸足のマリー           | 松本隆     | 加瀬邦彦 | 瀬尾一三           |

### アルバム
※ 2020年（令和2年）現在、発売されたアルバムは未CD化
| ＃  | 発売日       | 規格 | 規格品番 | アルバム |
| --- | ------------ | ---- | -------- | --- |
| 1st | 1981年8月5日 | LP   | 28K-23   | ハッピーゴーイング （Happy Going） (SIDE-A) 1. サンシャイン・ホリディ 2. 翔んでもHappy 3. 夢にふれないで 4. 浮気なダンスパーティー 5. リング ア リング ア リング マイハート (SIDE-B) 1. 青空オンリー・ユー 2. サーフ・シティーのお嬢さん 3. さよならスター・ダスト 4. グッドバイ・サマーガール 5. 練習曲 （エチュード） |
| 2nd | 1982年4月5日 | LP   | 28K-38   | スイッチ・オン （Switch On） (SIDE-A) 1. Stand-by 2. スイッチ・オン 3. 胸さわぎの放課後 4. ジュリエット 5. 君が好き (SIDE-B) 1. 月下美人 2. 嘆きのガールハント 3. 銀河童子 4. ブルー・セブンティーン 5. 砂の城 6. See You                                                                                               |